# Luisa Della Noce
Pour les articles homonymes, voir Della Noce.
Luisa Della Noce, née Maria Luisa Della Noce le 28 avril 1923 à San Giorgio di Nogaro dans la région du Frioul-Vénétie Julienne et morte le 16 mai 2008 à Rome dans la région du Latium en Italie, est une actrice italienne. Elle est principalement connue pour son rôle de mère de famille dans le film Le Disque rouge (Il Ferroviere) de Pietro Germi. À ses débuts, elle a été créditée pour ses rôles sous le nom de Malù Della Noce et Maria Luisa Della Noce.

## Biographie
Luisa Della Noce naît en 1923 à San Giorgio di Nogaro. En 1951, elle débute comme actrice au cinéma avec un petit rôle dans le film L'ultima sentenza de Mario Bonnard. Elle tourne ensuite pour Duilio Coletti dans la coproduction franco-italienne Wanda la pécheresse (Wanda, la peccatrice) et obtient un rôle de moyenne importance dans la comédie L'Art de se débrouiller (L'arte di arrangiarsi) de Luigi Zampa. 
Elle gagne en notoriété avec le drame Le Disque rouge (Il Ferroviere) de Pietro Germi. Elle incarne le personnage de la femme d’Andrea, un cheminot malheureux et alcoolique incarné par Germi. Après avoir renversé un désespéré sur la voie ferrée, il manque de provoquer un accident en ratant un signal et est rétrogradé, perdant le soutien de ses collègues et sa confiance. Succès critique et public à sa sortie, ce film obtient de nombreux prix. Della Noce en bénéficie et remporte pour ce rôle la coquille d'argent de la meilleure actrice au festival international du film de Saint-Sébastien en 1956. 
Elle tourne une seconde fois pour et avec Pietro Germi dans le film L'Homme de paille (L'uomo di paglia) en 1958. Profitant de sa popularité en Espagne, elle participe deux ans plus tard à une production italo-espagnole, la comédie Parque de Madrid tourné par le réalisateur argentin Enrique Cahen Salaberry à Madrid.
Dans les années 1960, elle tourne peu, avec cinq films à son actif. Elle est d’abord à l’affiche en 1963 du péplum biblique Giacobbe, l'uomo che lottò con Dio de Marcello Baldi. Elle obtient ensuite un petit rôle en 1964 dans le mélodrame Filles et garçons (Oltraggio al pudore) de Silvio Amadio puis joue en 1965 le rôle de l’une des sœurs de Giulietta Masina dans la comédie dramatique Juliette des esprits (Giulietta degli spiriti) de Federico Fellini. Elle accepte enfin de tourner dans deux westerns-spaghettis en 1965 et 1970. Faute de proposition intéressante, elle met fin à sa carrière.
À la demande de Michelangelo Antonioni, elle réapparaît en 1982 dans le film Identification d'une femme (Identificazione di una donna). Elle y joue le rôle de la mère de Mavi (Daniela Silverio), l’une des deux héroïnes du film. 
Luisa Della Noce décède à Rome en 2008 à l’âge de 85 ans.

## Filmographie

### Au cinéma
- 1951 : L'ultima sentenza de Mario Bonnard
- 1952 : Wanda la pécheresse (Wanda, la peccatrice) de Duilio Coletti
- 1954 : L'Art de se débrouiller (L'arte di arrangiarsi) de Luigi Zampa
- 1956 : Le Disque rouge (Il Ferroviere) de Pietro Germi
- 1958 : L'Homme de paille (L'uomo di paglia) de Pietro Germi
- 1959 : Parque de Madrid d'Enrique Cahen Salaberry
- 1963 : Giacobbe, l'uomo che lottò con Dio de Marcello Baldi
- 1964 : Filles et garçons (Oltraggio al pudore) de Silvio Amadio
- 1965 : Juliette des esprits (Giulietta degli spiriti) de Federico Fellini
- 1965 : Johnny le bâtard (John il bastardo) d'Armando Crispino
- 1970 : Con lui cavalca la morte de Giuseppe Vari
- 1982 : Identification d'une femme (Identificazione di una donna) de Michelangelo Antonioni

## Prix et distinctions
- Coquille d'argent de la meilleure actrice au festival international du film de Saint-Sébastien en 1956 pour son rôle dans le film Le Disque rouge (Il Ferroviere).
- Nomination au Ruban d'argent de la meilleure actrice dans un second rôle en 1957 pour son rôle dans le film Le Disque rouge (Il Ferroviere).

## Source
- Roberto Poppi et Enrico Lancia, Le attrici, Rome, Gremesse, 2003 (ISBN 88-8440-214-X), p. 102.